# Мелисерта (пьеса)
«Мелисе́рта» (фр. Mélicerte) — неоконченная пьеса в стихах Мольера, написанная в 1666 году. Впервые представлена 2 декабря 1666 г. в Сен-Жермен-ан-Ле. При жизни автора не публиковалась.
С декабря 1666 г. по февраль 1667 в Сен-Жерменском замке королём Людовиком XIV были устроены празднества в честь своей фаворитки Луизы де Лавальер. Драматургической основой празднеств стал «Балет Муз» с музыкой Ж.-Б. Люлли, в котором богиня Мнемозина представляла Людовику своих дочерей. Для каждой из муз было устроено своё представление, для чего были приглашены труппы Бургундского отеля, Итальянской комедии, испанские актёры и т. д. Для представления музы комедии Талии была ангажирована труппа Мольера.
Мольер заимствует сюжет из сочинения Мадлен де Скюдери «Артамен, или Великий Кир» и перекладывает его на стихи. Согласно замыслу Мольера, роль галантного пастуха Миртиля должен играть юный актёр Мишель Барон. Однако, если верить Булгакову, между Бароном и женой Мольера Армандой Бежар вышла ссора, помешавшая дальнейшей работе. Мольером было подготовлено два акта, третий остался незавершён. В «Балете Муз» «Мелисерта» вскоре будет заменена на «Комическую пастораль» (премьера 5 января 1667 г.) и на комедию «Сицилиец, или Любовь-художник» (премьера 14 февраля 1667 г.)